# Hans Hermann Carl Ludwig von Berlepsch

Hans von Berlepsch

Hans Hermann Carl Ludwig von Berlepsch, ab 1869 mit der Standeserhebung seines Vaters Graf (* 29. Juli 1850 auf Gut Fahrenbach bei Witzenhausen; † 27. Februar 1915 in Göttingen), war ein deutscher Ornithologe.

## Herkunft und Ausbildung
Berlepsch war der ältere Sohn des Freiherrn, ab 1869 Grafen Karl Friedrich von Berlepsch (1821–1893), Herr auf Schloss Berlepsch und auf den Gütern Fahrenbach, Dohrenbach, Freudenthal, Hübenthal und Neuenrode sowie Mitglied des preußischen Herrenhauses, und dessen Ehefrau Johanna Margarete Theodore Koch (1829–1902), Tochter des ehemaligen kurhessischen Ministers des Inneren Johann Hermann Koch.
Bereits als Junge zeigte er eine ausgesprochene Vorliebe für die Naturwissenschaften. Von seinem Vater lernte er das Ausstopfen bei der Jagd erlegter Vögel, und er legte sich eine kleine Sammlung gebalgter Vögel der heimischen Fauna an. Seine Gymnasialzeit in Münden musste er 1870 als Primaner unterbrechen, da er beim Beginn des Deutsch-Französischen Kriegs in das Husaren-Regiment Nr. 14 eintreten musste. Zwar wurde er noch zum Leutnant befördert, aber er schilderte seine Soldatenzeit später als eine schreckliche. Nach dem Ende seiner Soldatenzeit brachte er seine schulische Ausbildung mit dem Abitur zu Ende und studierte danach Ornithologie und Pflanzenkunde in Leipzig, Halle und Zürich.

## Leben
Nach einem vom Vater ermöglichten längeren Aufenthalt in London kehrte er zurück, heiratete 1881 Emma Karoline Wilhelmine von Bülow (1855–1937) und bezog mit seiner Frau ein kleines Haus in Münden, wo er – passionierter Wanderer und Jäger – sich vor allem der Erweiterung seiner Vogelsammlung widmete, die zu großen Teilen auf Zusendungen von Vogelsammlern aus Südamerika wie Hermann von Ihering basierte. Die stetig wachsende Sammlung und seine ebenso wachsende ornithologische Bibliothek verschlangen viel Geld und brachten nichts ein, sodass seine Eltern immer wieder aushelfen mussten. Da das Haus bald zu eng wurde, zog die Familie in einen geräumigen Neubau in der Nachbarschaft um, in dem Forscher aus vielen Ländern und Museen verkehrten.
Als sein Vater 1893 starb und er dessen Erbe antrat, musste er sich intensiv um die Verwaltung von Schloss Berlepsch, das seit 1881 umfassend umgebaut wurde, und den dazugehörigen land- und forstwirtschaftlichen Besitz kümmern, was ein häufiges Hin- und Herreisen zwischen Münden und dem Schloss Berlepsch erforderte. Am Schloss waren noch immer Reparaturen und Umbauten notwendig, um es wieder zeitgemäß bewohnbar zu machen. Erst 1896 konnte die Familie von Münden in das Schloss umziehen. Die umfangreiche Vogelsammlung wurde im zum Museum umgebauten Fruchthaus untergebracht.
Die Verwaltung des Besitzes sowie mehrere Ämter in Kreisausschüssen und bei der Provinzialregierung in Kassel belasteten die Gesundheit des im Alter zunehmend unter Diabetes leidenden Berlepsch, und die wissenschaftlichen Arbeiten traten notgedrungen etwas in den Hintergrund.
Als er am 27. Februar 1915 verstarb, umfasste seine Bälgesammlung, die Vogelkundler aus aller Welt angezogen hatte, fast 60.000 Exemplare, darunter 300 neue Typen. Sie wurde von seinem Sohn Karl an das Naturmuseum Senckenberg in Frankfurt am Main verkauft, wo sie die Zerstörungen des Zweiten Weltkriegs überstand.

## Dedikationsnamen

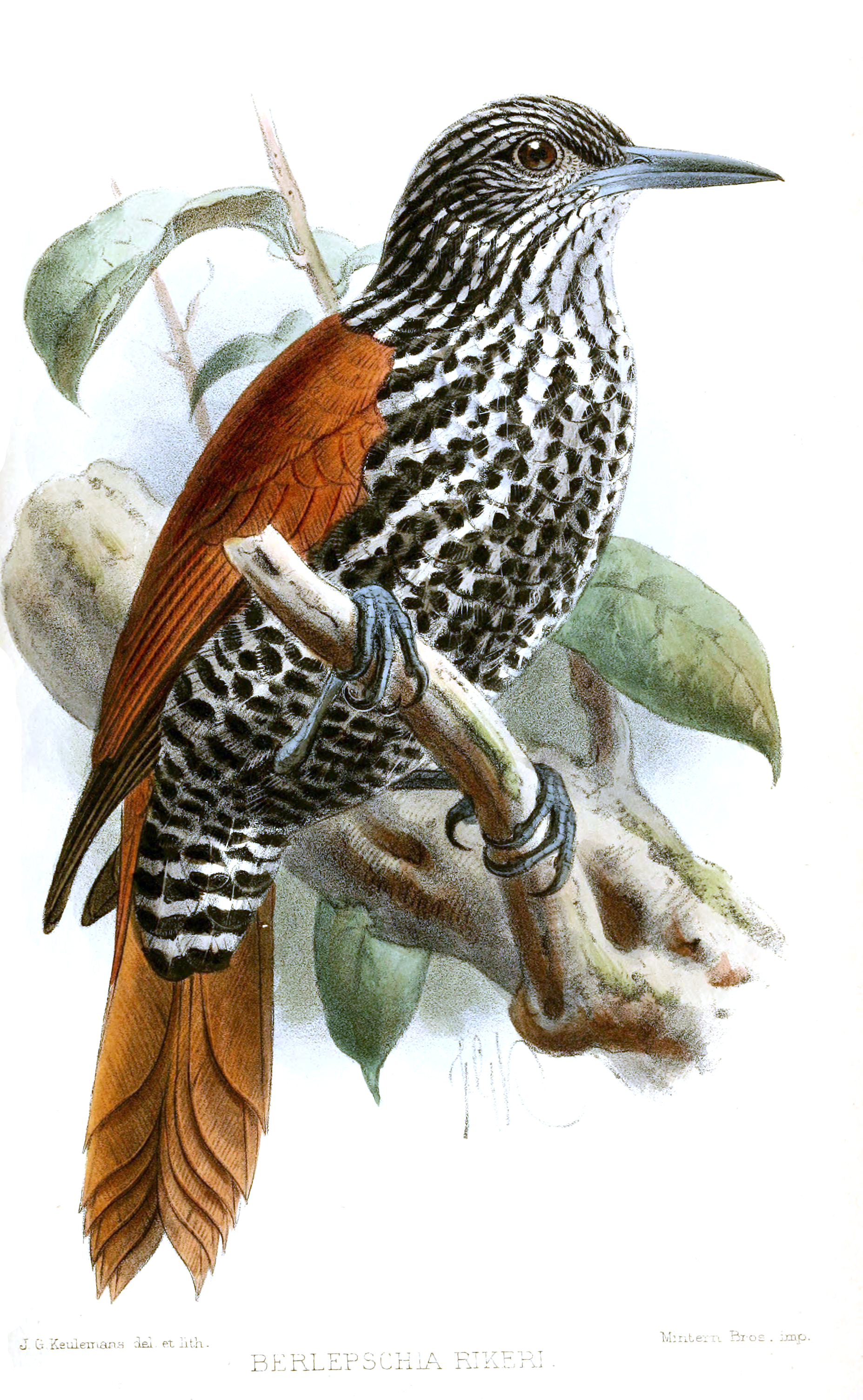
Palmsteiger (Berlepschia rikeri Ridgway, 1887), die einzige Art dieser Gattung illustriert von John Gerrard Keulemans

Robert Ridgway führte 1887 die neue Gattung Berlepschia für den Palmsteiger (Berlepschia rikeri) ein.
Ernst Hartert widmete ihm 1898 den Namen der Berlepschsylphe (Aglaiocercus berlepschi) und des Kurzschwanz-Ameisenvogels (Sipia berlepschi) sowie 1900 Rotbrustpitpits (Dacnis berlepschi) Carl Eduard Hellmayr ehrte ihn 1903 in der Olivmantel-Ameisenpitta (Hylopezus berlepschi), 1905 im Graustirncanastero (Thripophaga berlepschi) und 1917 im Cordillera-Real-Canastero (Asthenes berlepschi). Eugène Simon machte ihm 1889 in der Esmeraldaselfe (Chaetocercus berlepschi), Walter Rothschild, 2. Baron Rothschild 1897 im Berlepschtinamu (Crypturellus berlepschi), Otto Kleinschmidt 1897 im Berlepschparadiesvogel (Parotia berlepschi), Maria Emilie Snethlage 1907 im Rostbrust-Ameisenvogel (Rhegmatorhina berlepschi) und Osbert Salvin 1893 im  Weißfleckenkolibri (Anthocephala berlepschi) seine Aufwartung.
Außerdem findet sich sein Name in den Unterarten des Zimtspiegel-Meisenschlüpfers (Leptasthenura aegithaloides berlepschi Hartert, E, 1909), der Sturzbachente (Merganetta armata berlepschi Hartert, E, 1909), der Purpurtaube (Patagioenas subvinacea berlepschi (Hartert, E, 1898), des Braunflügel-Mausvogels (Colius striatus berlepschi Hartert, E, 1899), des Gelbbauch-Schnäppertyrann (Mitrephanes phaeocercus berlepschi Hartert, E, 1902)), des Olivscheitel-Breitschnabeltyrann (Tolmomyias sulphurescens berlepschi (Hartert, E & Goodson, 1917)), des Kleinantillen-Schopftyranns (Myiarchus oberi berlepschii Cory, 1888), des Starkschnabel-Baumsteigers (Xiphocolaptes promeropirhynchus berlepschi Snethlage, E, 1908), Olivbrust-Maskentyranns (Conopias trivirgatus berlepschi Snethlage, E, 1914), Schwarzohr-Finkentangare (Hemispingus melanotis berlepschi (Taczanowski, 1880)), des Feinstreifen-Ameisenwürgers (Thamnophilus tenuepunctatus berlepschi Taczanowski, 1884), der Silberfleckentangare (Tangara nigroviridis berlepschi (Taczanowski, 1884)), des Goldbauch-Smaragdkolibris (Chlorostilbon lucidus berlepschi Pinto, 1938), Maskenmückenfängers (Polioptila dumicola berlepschi Hellmayr, 1901), des Nacktzügelibis (Phimosus infuscatus berlepschi Hellmayr, 1903), des Grauameisenschlüpfers (Myrmotherula menetriesii berlepschi Hellmayr, 1903), des Várzeaameisenschnäpper (Myrmoborus lugubris berlepschi (Hellmayr, 1910)), des Fahlbrauen-Schmätzertyranns (Ochthoeca fumicolor berlepschi Hellmayr, 1914), des Schuppenbrustkolibris (Phaeochroa cuvierii berlepschi Hellmayr, 1915), der Schwarzschwanzsylphe (Lesbia victoriae berlepschi (Hellmayr, 1915)), des Streifenschwanzspechts (Veniliornis mixtus berlepschi (Hellmayr, 1915)), des Braunschwanzsittichs (Pyrrhura melanura berlepschi Salvadori, 1891), des Bronzeolivtyranns (Pseudotriccus pelzelni berlepschi Nelson, 1913), der Gelbkopfpipra (Ceratopipra erythrocephala berlepschi (Ridgway, 1906)), des Panamáameisenvogels (Hafferia zeledoni berlepschi (Ridgway, 1909)) und der Streifenbrust-Ameisendrossel (Chamaeza campanisona berlepschi Stolzmann, 1926).
Catharus berlepschi Lawrence, 1887 wird heute als Synonym zur Graurücken-Musendrossel (Catharus fuscater (Lafresnaye, 1845)), Otocoris berlepschi Hartert, E, 1890 als Synonym für die Ohrenlerchen-Unterart (Eremophila alpestris teleschowi (Przevalski, 1887)), Eriocnemis berlepschi Hartert, E, 1897 ein Synonym für den Violettkehl-Höschenkolibri (Eriocnemis vestita (Lesson, RP, 1839)), Phaethornis berlepschi Hartert, E & Hartert, C ein Synonym für den Orangebauch-Schattenkolibri (Phaethornis syrmatophorus Gould, 1852), Henicorhina leucophrys berlepschi Ridgway, 1903 ein Synonym für den Einsiedlerzaunkönig (Henicorhina leucophry (Tschudi, 1844)), Myiornis auricularis Berlepschi Pinto, 1933 ein Synonym für den Ohrfleck-Zwergtyrann (Myiornis auricularis (Vieillot, 1818)), Pseudochloris olivascens berlepschi Ménégaux, 1909 ein Synonym für die Olivbrust-Gilbtangare (Sicalis olivascens (d'Orbigny & Lafresnaye, 1837)), Euphonia berlepschiana Bertoni, W, 1901 ein Synonym für den Braunbauchorganist (Euphonia pectoralis (Latham, 1801)), Pyrorhamphus berlepschianus Bertoni, W, 1901 ein Synonym für den Papageischnabelsaltator (Saltator fuliginosus (Daudin, 1800)), Dendrexetastes berlepschi Madarász, 1903 ein Synonym für die Dunkelschnabel-Baumsteiger-Unterart (Dendrocolaptes picumnus validus von Tschudi, 1844), Heliodoxa berlepschi Boucard, 1892 ein Synonym für die Grünstirn-Brillantkolibri-Unterart (Heliodoxa jacula henryi Lawrence, 1866), Grallaria macularia berlepschi Snethlage, E 1907 ein Synonym für Paraameisenpitta (Hylopezus paraensis (Snethlage, E, 1910)), Thraupis episcopus berlepschi (Dalmas, 1900) ein Synonym für die Bischofstangare (Tangara episcopus prysjonesi Collar & Kirwan, 2016) und Turdus phaeopygus berlepschi (Todd, 1931) ein Synonym für die Halbringdrossel (Turdus albicollis spodiolaemus von Berlepsch & Stolzmann, 1896), gesehen.

## Ehe und Nachkommen
Seiner 1881 geschlossenen Ehe mit Emma von Bülow (* 8. Juni 1855 in Braunschweig; † 20. Mai 1937 auf Schloss Berlepsch) entstammten fünf Kinder und sechs Enkel:
- Karl Adolf Wilhelm Otto Graf von Berlepsch (* 15. Mai 1882; † 24. Mai 1955); ⚭ Margareta von Scheffer
  - Hans-Sittich Reinhard Gustav Adolf von Berlepsch (* 29. August 1910; † 23. Oktober 1943)
  - Tilo Wilhelm Karl Paul Ernst Heinrich von Berlepsch (30. Dezember 1913); ⚭ NN
  - Hubertus Bodo Horst von Berlepsch (* 7. April 1919; † 14. November 1978);[54] ⚭ (1) NN, ein Sohn, zwei Töchter; ⚭ (2) NN
    - Hans-Sittich von Berlepsch (* 1944)[55]
      - Fabian Sittich von Berlepsch (* 1976)[56]
- Johanna Caroline Paula von Berlepsch (* 11. November 1884); ⚭ Ernst von Verschuer
- Adolf von Berlepsch (* 27. August 1888; † 27. Mai 1915)[57]
- Margarete Fanny Helene von Berlepsch (* 12. April 1890); ⚭ (1) Paul von Hanenfeldt, ⚭ (2) Rudolf von Spankeren
- Else Marie Bertha Ferdinandine von Berlepsch (* 21. Mai 1893); ⚭ Wilhelm Franssen

## Publikationen (Auswahl)
- Zur Ornithologie der Provinz Santa Catharina, Süd-Brasilien. In: Journal für Ornithologie (= 4. Band 21). Nr. 123, 1873, S. 225–293 (biodiversitylibrary.org).
- Ueber ein neues Genus und neue Arten aus Südamerica. In: Journal für Ornithologie. Band 27, Nr. 146, 1879, S. 206–210 (biodiversitylibrary.org).
- Eine neue Gattung  und neue Arten aus Südamerica. In: Ornithologisches Centralblatt. Band 4, 1879, S. 63 (zobodat.at [PDF; 5,6 MB]).
- Preliminary Descriptions of new Birds from South America, and Remarks on some described Species. In: The Ibis (= 4. Band 4). Nr. 13, 1880, S. 112–114 (biodiversitylibrary.org).
- Descriptions of six new Species of Birds from Southern and Central America. In: The Ibis (= 5. Band 1). Nr. 38, 1883, S. 487–494 (biodiversitylibrary.org).
- mit Władysław Taczanowski: Liste des Oiseaux recueillis par MM. Stolzmann et Siemiradzki dans L'Ecuadeur occidentale. In: Proceedings of Scientific Meeting of the Zoological Society of London for the Year 1883. 1884, S. 536–577 (biodiversitylibrary.org – 1883).
- mit Władysław Taczanowski: Deuxième liste des Oiseaux recueillis dans L#Ecuadeur occidental par MM. Stolzmann et Siemiradzki dans L'Ecuadeur occidentale. In: Proceedings of Scientific Meeting of the Zoological Society of London for the Year 1884. 1884, S. 281–313 (biodiversitylibrary.org).
- Diagnosen einiger neuen Vogelarten aus der Umgegend von Bucamanga,Neu-Granada. In: Journal für Ornithologie. Band 32, 1884, S. 249–250 (biodiversitylibrary.org).
- Untersuchungen über die Vögel der Umgegend von Bucaramanga in Neu-Granada. In: Journal für Ornithologie. Band 32, 1884, S. 273–320 (biodiversitylibrary.org).
- Description of a new Species of the Genus Picumnus from Southern Brazil. In: The Ibis (= 5. Band 2). Nr. 8, 1884, S. 441–4442 (biodiversitylibrary.org).
- mit Władysław Taczanowski: Troisième liste des Oiseaux recueillis par MM. Stolzmann dans L'Ecuadeur. In: Proceedings of Scientific Meeting of the Zoological Society of London for the Year 1885. 1885, S. 67–124 (biodiversitylibrary.org).
- mit Hermann von Ihering: Die Vögel der Umgegend von Taquara do Mundo Novo, Prov. Rio Grande do Sul. In: Zeitschrift für die gesammte Ornithologie. Band 2, 1885, S. 97–184 (biodiversitylibrary.org).
- Kritische Bemerkungen zur Colibri-Literatur. In: Festschrift des Vereins für Naturkunde zu Cassel zur Feier seines fünfzigjahrigen Bestehens. 1886, S. 257–279 (biodiversitylibrary.org).
- Description of new Species and Subspecies of Trochilidae. In: The Ibis (= 5. Band 5). Nr. 29, 1887, S. 289–298 (biodiversitylibrary.org).
- Systematisches Verzeichniss der von Herrn Ricardo Rohde in Paraguay gesammelten Vögel. In: Journal für Ornithologie (= 4. Band 15). Nr. 177, 1887, S. 1–37 (biodiversitylibrary.org).
- Kritische Uebersicht der in den sogenannten Bogota-Collectionen (S. O. Colombia) vorkommenden Colibri-Arten und Beschreibung. In: Journal für Ornithologie. Band 35, Nr. 3, 1887, S. 313–336 (biodiversitylibrary.org).
- Descriptions of New Species and Subspecies of Birds from the Neotropical Region. In: The Auk. Band 5, Nr. 4, 1888, S. 449–460 (englisch, unm.edu [PDF; 517 kB]).
- Systematisches Verzeichniss der von Herrn Gustav Garlepp in Brasilien und Nord-Peru, im Gebiete des oberen Amazonas, gesammelten Vogelbälge. In: Journal für Ornithologie. Band 37, Nr. 185, 1889, S. 97–101 (biodiversitylibrary.org).
- Systematisches Verzeichniss der von Herrn Gustav Garlepp in Brasilien und Nord-Peru, im Gebiete des oberen Amazonas, gesammelten Vogelbälge. In: Journal für Ornithologie. Band 37, Nr. 187, 1889, S. 289–321 (biodiversitylibrary.org).
- Gustav Mützel: Systematisches Verzeichniss der von Herrn Gustav Garlepp in Brasilien und Nord-Peru, im Gebiete des oberen Amazonas, gesammelten Vogelbälge. In: Journal für Ornithologie. Band 37, Nr. 187, 1889, S. Tafel 3 zum Artikel von Berlepsch (biodiversitylibrary.org).
- Notes on some Neotropical birds belonging to the United States National Museum. In: Proceedings of the United States National Museum. Band 11, 1889, S. 559–556 (biodiversitylibrary.org).
- Description of two new Birds from Northern Peru. In: The Ibis (= 6. Band 1). Nr. 2, 1889, S. 181–182 (biodiversitylibrary.org).
- mit Paul Leverkühn: Studien über einige südamerikanische Vögel nebst Beschreibungen neuer Arten. In: Ornis. Band 6, Nr. 1, 1890, S. 1–32 (biodiversitylibrary.org).
- mit Jan Sztolcman: Résultats des recherches ornithologiques faites au Pérou Par M. Jean Kalinowski. In: Proceedings of the General Meetings for Scientific Business of the Zoological Society of London for the Year 1892. 1892, S. 371–410 (biodiversitylibrary.org).
- mit Adolphe Boucard: List of birds collected by M. Hardy at Porto Real, Brazil with description of one supposed new species. In: The Humming Bird. A Monthly Scientific, Artistic and Industrial Review. Band 2, Nr. 6, 1892, S. 41–45 (biodiversitylibrary.org).
- Die Vögel der Insel Curaçao nach einer von Herrn cand. theol. Ernst Peters daselbst angelegten Sammlung bearbeitet. In: Journal für Ornithologie. Band 40, Nr. 1, 1892, S. 61–110 (biodiversitylibrary.org).
- Neue südamerikanische Vogelarten in Bericht über die XVII. Jahresversammlung Abgehalten in Berlin co 1.-4. October 1892. In: Journal für Ornithologie (= 4. Band 40). Nr. 4, 1892, S. 451–456 (biodiversitylibrary.org).
- mit Jan Sztolcman: Descriptions de quelques espèces nouvelle d'oiseaux du Pérou central. In: The Ibis (= 6. Band 6). 1894, S. 385–405 (biodiversitylibrary.org).
- Herr Freiherr von Berlepsch legt neue südamerikanische Vogelarten vor und erläutert deren Verschiedenheiten von bekannten Formen. In: Journal für Ornithologie. Band 40, Nr. 200, 1895, S. 451–456 (biodiversitylibrary.org).
- Beschreibung einer neuen Chrysotis. In: Ornithologische Monatsberichte. Band 4, Nr. 11, 1896, S. 173–174 (biodiversitylibrary.org).
- mit Jan Sztolcman, John Gerrard Keulemans: On the Ornithological Research of M. Jean Kalinowski in Central Peru. In: Proceedings of the General Meetings for Scientific Business of the Zoological Society of London for the Year 1896. Band 12, Nr. 3, 1896, S. 322–388 (biodiversitylibrary.org).
- Graf Berlepsch führt weiter aus, dass die Kenntnis der Kolibriarten keineswegs als abgeschlossen betrachtet werden kann. In: Journal für Ornithologie (= 5. Band 4). 1897, S. 89–90 (biodiversitylibrary.org).
- mit Jan Sztolcman: Descriptions d'oiseaux nouveaux du Pérou central recueillis par le voyageur Polonais Jean Kalinowski. In: Compte rendu des Séances IIIe Congres Ornithologique International Paris. Band 3, 1900, S. 191–195 (biodiversitylibrary.org).
- Mitteilungen über die von den Gebrüdern G. und O. Garlepp in Bolivia gesammelten Vögel und Beschreibungen neuer Arten. In: Journal für Ornithologie (= 5. Band 49). Nr. 1, 1901, S. 81–99 (biodiversitylibrary.org).
- mit Jan Sztolcman: Description de trois Espèces nouveles d'Oiseaux du Pérou du Muséum Branicki. In: The Ibis (= 8. Band 1). Nr. 4, 1901, S. 715–719 (biodiversitylibrary.org).
- mit Jan Sztolcman: Descriptions d'oiseaux nouveaux du Pérou central recueillis par le voyageur Polonais Jean Kalinowski. In: Ornis. Band 11, 1901, S. 191–195 (biodiversitylibrary.org).
- mit Ernst Hartert: Mr. Hartert exhibited a new race of a Wren from the Orinoko River, which he, in company with Count Berlepsch, described as follows. In: Bulletin of the British Ornithologists' Club. Band 12, 1901, S. 12 (biodiversitylibrary.org).
- mit Jan Sztolcman, John Gerrard Keulemans: On the Ornithological Research of M. Jean Kalinowski in Central Peru. In: Proceedings of the General Meetings for Scientific Business of the Zoological Society of London for the Year 1902. Band 2, 1902, S. 18–60 (biodiversitylibrary.org).
- mit Ernst Hartert: On the Birds of the Orinoco region. In: Novitates Zoologicae. Band 9, Nr. 1, 1902, S. 1–135 (biodiversitylibrary.org).
- mit Jan Sztolcman: Rapport sur les nouvelles collections ornithologiques faites au Pérou par M. Jean Kalinowski. In: Ornis. Band 13, Nr. 2, 1906, S. 63–133 (biodiversitylibrary.org).
- Count von Berlepsch sent descriptions of seven new Neo-tropical birds. Examples of most of them were exhibited by Mr. Hellmayr. In: Bulletin of the British Ornithologists' Club. Band 16, 1906, S. 97–99 (biodiversitylibrary.org).
- Descriptions of new species and conspecies of Neotropical Birds. In: Ornis. Band 14, Nr. 1, 1907, S. 347–371 (biodiversitylibrary.org).
- On the birds of Cayenne. In: Novitates Zoologicae. Band 15, Nr. 1, 1908, S. 103–164 (biodiversitylibrary.org).
- On the birds of Cayenne. In: Novitates Zoologicae. Band 15, Nr. 2, 1908, S. 261–324 (biodiversitylibrary.org).
- Über eine neue Gattung aus der Familie der Tyrannidae. In: Journal für Ornithologie. Band 57, Nr. 1, 1909, S. 104–107 (biodiversitylibrary.org).
- Die Vogel der Aru-Inseln mit besonderer Berücksichtigung der Sammlungen des Herrn Dr. H. Merton. In: Abhandlungen der Senckenbergischen Naturforschenden Gesellschaft. Band 34, 1911, S. 51–98 (biodiversitylibrary.org).
- Revision der Tanagriden. In: Verhandlungen des V. Internationalen Ornithologen-Kongresses in Berlin 30. Mai bis 4. Juni 1910. Band 5, 1912, S. 1001–1161 (biodiversitylibrary.org).
- Beschreibung neuer Vogelformen aus dem Gebiete des unteren Amazonas. In: Ornithologische Monatsberichte. Band 20, Nr. 2, 1912, S. 17–21 (biodiversitylibrary.org).
- Bericht über die von Herrn Dr. H. Merton auf den Kei-Inseln gesammelten Vogelbälge. In: Abhandlungen der Senckenbergischen Naturforschenden Gesellschaft. Band 34, 1913, S. 489–499 (biodiversitylibrary.org).